# 2010년 FIFA 월드컵 C조
2010년 FIFA 월드컵 C조 일정은 2010년 6월 12일에 시작해 23일에 끝났다. C조에는 잉글랜드, 미국, 알제리, 그리고 슬로베니아가 편성되었다.

## 요약
C조에 편성된 네 팀들 중 잉글랜드와 미국만이 서로를 FIFA 월드컵에서 만난 적이 있었다: 두 팀은 1950년에 맞대결을 벌였고, 여기서 미국이 잉글랜드를 1-0으로 꺾었다.
미국과 잉글랜드는 각각 승점 5점으로 동률을 이루었고, 골득실도 똑같이 +1로 동일했으나, 미국은 조별 리그 3경기에서 잉글랜드보다 더 많은 득점을 기록한 덕에 조 1위를 차지했다. 조 1위로써 미국은 D조 2위를 차지한 가나를 상대하게 되었고, 반면 조별 리그를 2위로 마친 잉글랜드는 D조를 1위로 통과한 독일과 마주치게 되었다.
| 팀         | 전 | 승 | 무 | 패 | 득 | 실 | 차 | 점 |
| ---------- | -- | -- | -- | -- | -- | -- | -- | -- |
| 미국       | 3  | 1  | 2  | 0  | 4  | 3  | +1 | 5  |
| 잉글랜드   | 3  | 1  | 2  | 0  | 2  | 1  | +1 | 5  |
| 슬로베니아 | 3  | 1  | 1  | 1  | 3  | 3  | 0  | 4  |
| 알제리     | 3  | 0  | 1  | 2  | 0  | 2  | -2 | 1  |

- 모든 시간은 남아프리카 표준시를 따른다. (UTC+2)

## 잉글랜드 vs 미국
잉글랜드는 경기 초반에 주도권을 잡았고, 4분에 견제받지 않던 스티븐 제라드가 페널티 구역으로 쇄도하여 미국 수문장 팀 하워드를 넘겨 오른발 바깥쪽으로 일찍이 선제골을 득점하였다. 40분에 들어 미국은 클린트 뎀프시가 약한 슛을 날렸는데, 이를 잉글랜드 골키퍼 로버트 그린이 실책한 덕에 골망 뒤쪽으로 공이 들어갔다. 미국은 후반전에 들어 역전골을 득점하기 위해 상대의 허를 찌르며 지속적으로 좋은 득점 기회를 노렸다; 스트라이커 조지 앨티도어는 잉글랜드의 좌측 수비를 따라 비집고 들어가 득점 기회를 잡았으나, 그린이 이를 골대 너머로 굴절시켰다. 잉글랜드도 결승골을 득점하기 위한 기회를 잡았지만, 에밀 헤스키가 1대1 상황에서 골키퍼에게 자신의 슛을 날리며 허비했다.

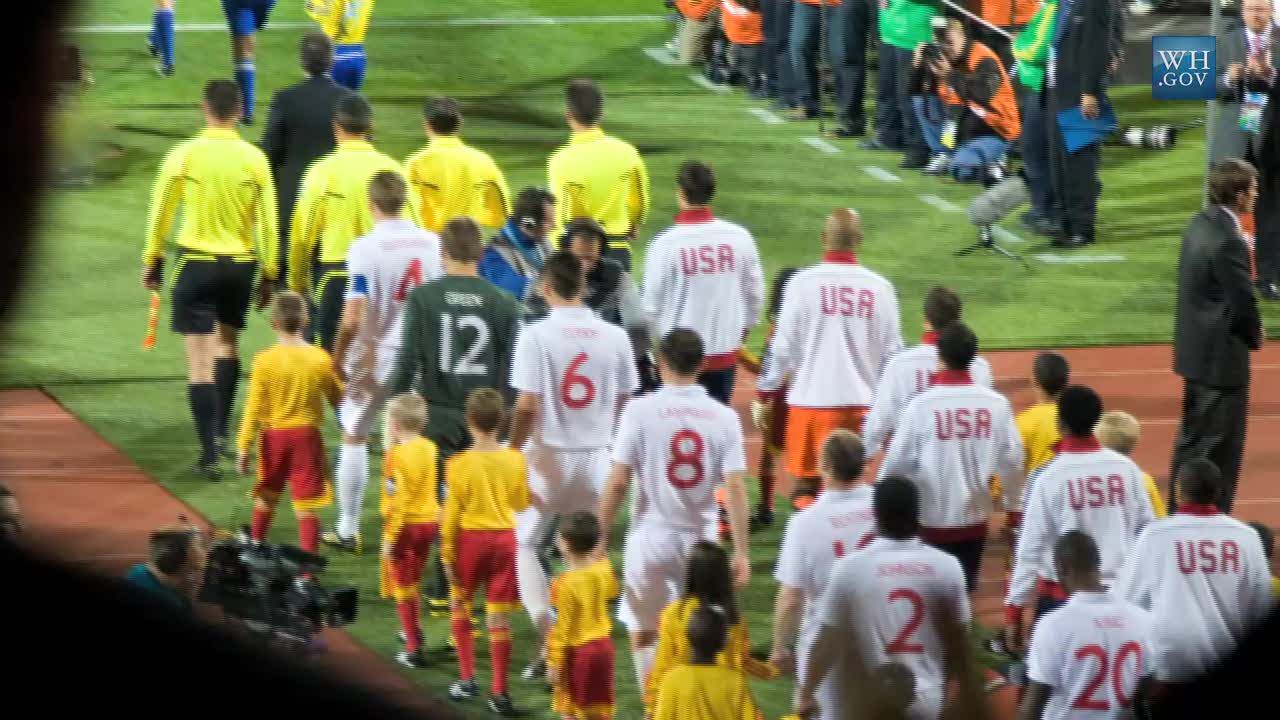
경기를 앞두고 입장하는 양팀 선수들

| 잉글랜드  | 1 – 1  | 미국       |
| --------- | ------ | ---------- |
| 제라드 4′ | 리포트 | 40′ 뎀프시 |

| 잉글랜드 | 미국 |

| GK            | 12 | 로버트 그린          |     |     |
| RB            | 2  | 글렌 존슨            |     |     |
| CB            | 6  | 존 테리              |     |     |
| CB            | 20 | 레들리 킹            |     | 46′ |
| LB            | 3  | 애슐리 콜            |     |     |
| RM            | 7  | 에런 레넌            |     |     |
| CM            | 8  | 프랭크 램퍼드        |     |     |
| CM            | 4  | 스티븐 제라드 (주장) | 61′ |     |
| LM            | 16 | 제임스 밀너          | 26′ | 31′ |
| SS            | 10 | 웨인 루니            |     |     |
| CF            | 21 | 에밀 헤스키          |     | 79′ |
| 교체 선수:    |    |                      |     |     |
| MF            | 17 | 숀 라이트필립스      |     | 31′ |
| DF            | 18 | 제이미 캐러거        | 60′ | 46′ |
| FW            | 9  | 피터 크라우치        |     | 79′ |
| 감독:         |    |                      |     |     |
| 파비오 카펠로 |    |                      |     |     |

| GK          | 1  | 팀 하워드                  |     |     |
| RB          | 6  | 스티븐 체룬돌로            | 39′ |     |
| CB          | 15 | 제이 디메리트              | 47′ |     |
| CB          | 5  | 오구치 오니예우            |     |     |
| LB          | 3  | 카를로스 보카네그라 (주장) |     |     |
| RM          | 8  | 클린트 뎀프시              |     |     |
| CM          | 4  | 마이클 브래들리            |     |     |
| CM          | 13 | 리카도 클라크              |     |     |
| LM          | 10 | 랜던 도너번                |     |     |
| CF          | 17 | 조지 앨티도어              |     | 86′ |
| CF          | 20 | 로비 핀들리                | 74′ | 77′ |
| 교체 선수:  |    |                            |     |     |
| FW          | 14 | 에드슨 버들                |     | 77′ |
| MF          | 11 | 스튜어트 홀든              |     | 86′ |
| 감독:       |    |                            |     |     |
| 밥 브래들리 |    |                            |     |     |

| 최우수 선수: 팀 하워드 (미국) 부심: 아우테미르 하우스만 (브라질) 호베르투 브라츠 (브라질) 대기심: 에디 멜레 (세이셸) 후보 대기심: 에바리스 망쿠앙드 (카메룬) |

## 알제리 vs 슬로베니아
알제리와 슬로베니아간의 조별 리그 첫 경기는 대체적으로 흐름이 정적이었다. 양 팀은 슬로베니아의 주장 로베르트 코렌이 79분에 결승골을 득점하기 전까지 0-0의 균형을 이루었다. 그에 앞서 알제리 공격수 압델카데르 게잘이 두 차례의 경고를 받아 퇴장당했었다. 이 경기를 통해 슬로베니아는 두번째로 참가한 대회이자 FIFA 월드컵 본선 통산 4번째 경기만에 첫 승점과 승리를 챙기는데 성공하였다.
| 알제리 | 0 – 1  | 슬로베니아 |
| ------ | ------ | ---------- |
|        | 리포트 | 79′ 코렌   |

| 알제리 | 슬로베니아 |

| GK         | 16 | 파우지 샤우시        |         |     |
| RB         | 4  | 안타르 야히아 (주장) |         |     |
| CB         | 2  | 마지드 부게라        |         |     |
| CB         | 5  | 라피크 할리시        |         |     |
| LB         | 3  | 나디르 벨하지        |         |     |
| RM         | 8  | 메드히 라센          |         |     |
| CM         | 15 | 카림 지아니          |         |     |
| LM         | 19 | 하산 옙다            | 90+5′   |     |
| RW         | 21 | 푸에드 카디르        |         | 82′ |
| SS         | 13 | 카림 마트무르        |         | 81′ |
| CF         | 11 | 라피크 제부르        |         | 58′ |
| 교체 선수: |    |                      |         |     |
| FW         | 9  | 압델카데르 게잘      | 59′ 73′ | 58′ |
| FW         | 10 | 라피크 사이피        |         | 81′ |
| MF         | 17 | 아들렌 게디우라      |         | 82′ |
| 감독:      |    |                      |         |     |
| 라바 사단  |    |                      |         |     |

| GK            | 1  | 사미르 한다노비치         |       |     |
| RB            | 2  | 미쇼 브레츠코             |       |     |
| CB            | 4  | 마르코 슐레르             |       |     |
| CB            | 5  | 보슈찬 체사르             |       |     |
| LB            | 13 | 보얀 요키치               |       |     |
| RM            | 17 | 안드라주 키름             |       |     |
| CM            | 8  | 로베르트 코렌 (주장)      |       |     |
| CM            | 18 | 알렉산다르 라도사블례비치 | 35′   | 87′ |
| LM            | 10 | 발테르 비르사             |       | 84′ |
| SS            | 14 | 즐라트코 데디치           |       | 53′ |
| CF            | 11 | 밀리보예 노바코비치       |       |     |
| 교체 선수:    |    |                           |       |     |
| FW            | 9  | 즐라탄 류비얀키치         |       | 53′ |
| FW            | 7  | 네이츠 페치니크           |       | 84′ |
| MF            | 20 | 안드레이 코마츠           | 90+3′ | 87′ |
| 감독:         |    |                           |       |     |
| 마티아시 케크 |    |                           |       |     |

| 최우수 선수: 로베르트 코렌 (슬로베니아) 부심: 카를로스 파스트라나 (온두라스) 레오넬 레알 (코스타리카) 대기심: 피터 오리어리 (뉴질랜드) 후보 대기심: 브렌트 베스트 (뉴질랜드) |

## 슬로베니아 vs 미국
또다시 미국은 기습에 또 한번 당하였는데, 발테르 비르사가 중거리포로 득점하였고, 이후 즐라탄 류비얀키치가 전반 종료를 앞두고 추가골을 성공시켜 슬로베니아가 2-0으로 달아났다. 48분 랜던 도너번이 슬로베니아 진영으로 공을 끌고가 사미르 한다노비치 앞에서 근접슛을 날려 윗쪽 골망을 가르고 만회골을 득점해 격차를 절반으로 줄였다. 미국은 82분에 동점골을 성공시켜 16강 진출의 희망을 이어나가게 되었다. 앨티도어가 슬로베니아 진영에 헤딩으로 공을 투입하였고, 미드필더 마이클 브래들리가 수문장의 키를 넘겨 승부를 원점으로 돌렸다. 몇분 후, 미국은 도너번의 프리킥을 모리스 에두가 마무리하여 극적인 역전승을 연출하는 것처럼 보였다; 그러나, 코만 쿨리발리 주심이 득점을 취소하였고, 경기는 그대로 2-2 무승부로 종료되었다.

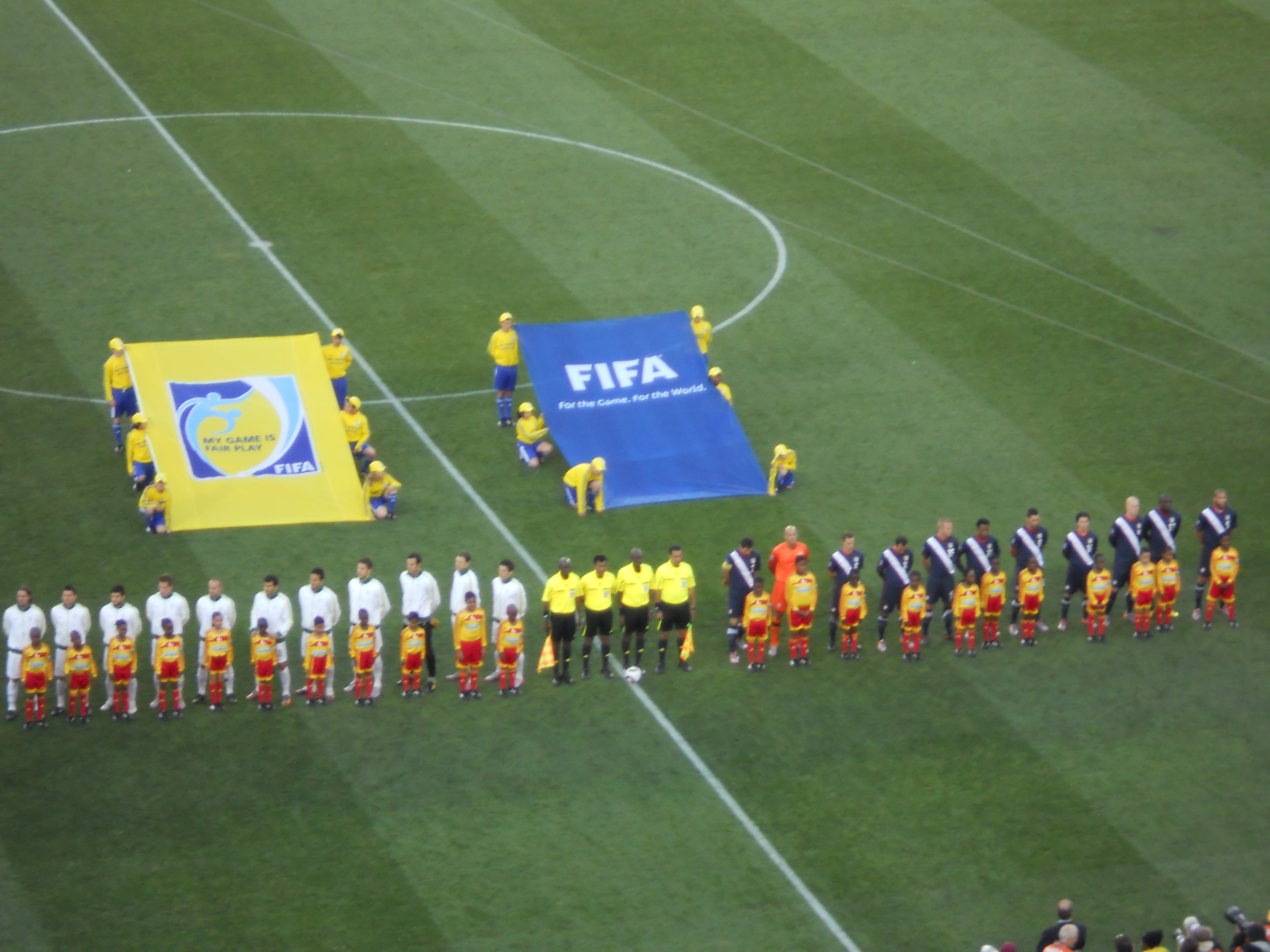
국가 연주를 위해 도열한 양팀 선수들

| 슬로베니아                  | 2 – 2  | 미국                         |
| --------------------------- | ------ | ---------------------------- |
| 비르사 13′ · 류비얀키치 42′ | 리포트 | 48′ 도너번 · 82′ M. 브래들리 |

| 슬로베니아 | 미국 |

| GK            | 1  | 사미르 한다노비치         |     |       |       |
| RB            | 2  | 미쇼 브레츠코             |     |       |       |
| CB            | 4  | 마르코 슐레르             | 69′ |       |       |
| CB            | 5  | 보슈찬 체사르             | 35′ |       |       |
| LB            | 13 | 보얀 요키치               | 75′ |       |       |
| CM            | 8  | 로베르트 코렌 (주장)      |     |       |       |
| CM            | 18 | 알렉산다르 라도사블례비치 |     |       |       |
| RW            | 10 | 발테르 비르사             |     | 87′   |       |
| LW            | 17 | 안드라주 키름             | 72′ |       |       |
| CF            | 9  | 즐라탄 류비얀키치         |     | 74′   |       |
| CF            | 11 | 밀리보예 노바코비치       |     |       |       |
| 교체 선수:    |    |                           |     |       |       |
| FW            | 7  | 네이츠 페치니크           |     | 74′   | 90+4′ |
| FW            | 14 | 즐라트코 데디치           |     | 87′   |       |
| MF            | 20 | 안드레이 코마츠           |     | 90+4′ |       |
| 감독:         |    |                           |     |       |       |
| 마티아시 케크 |    |                           |     |       |       |

| GK          | 1  | 팀 하워드                  |     |     |
| RB          | 6  | 스티븐 체룬돌로            |     |     |
| CB          | 15 | 제이 디메리트              |     |     |
| CB          | 5  | 오구치 오니예우            |     | 80′ |
| LB          | 3  | 카를로스 보카네그라 (주장) |     |     |
| RM          | 10 | 랜던 도너번                |     |     |
| CM          | 16 | 호세 프란시스코 토레스     |     | 46′ |
| CM          | 4  | 마이클 브래들리            |     |     |
| LM          | 8  | 클린트 뎀프시              |     |     |
| CF          | 17 | 조지 앨티도어              |     |     |
| CF          | 20 | 로비 핀들리                | 40′ | 46′ |
| 교체 선수:  |    |                            |     |     |
| MF          | 22 | 베니 페일하버              |     | 46′ |
| MF          | 19 | 모리스 에두                |     | 46′ |
| FW          | 9  | 허큘리스 고메스            |     | 80′ |
| 감독:       |    |                            |     |     |
| 밥 브래들리 |    |                            |     |     |

| 최우수 선수: 랜던 도너번 (미국) 부심: 레두안 아시크 (모로코) 이나시우 캉디두 (앙골라) 대기심: 숩키딘 모드 살레 (말레이시아) 후보 대기심: 제프리 게크 펭 (싱가포르) |

## 잉글랜드 vs 알제리
알제리는 잉글랜드와 득점 없이 비기면서 16강 진출에 대한 희망을 남겼다. 경기가 무승부로 끝나자 전 세계에 흩어진 알제리인 단체들이 환호하였다.

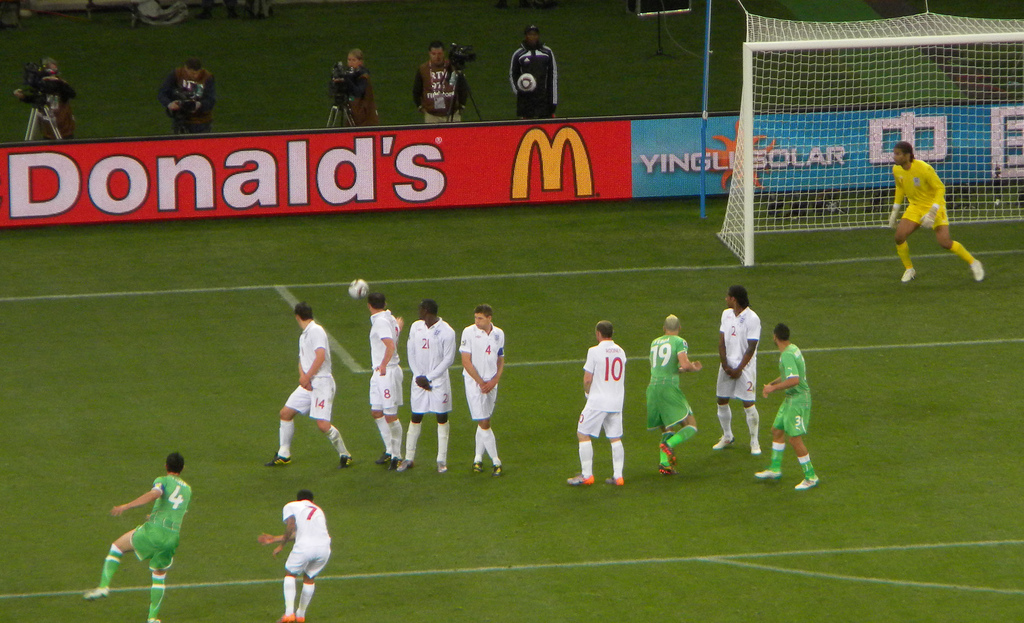
프리킥을 시도하는 안타르 야히아

| 잉글랜드 | 0 – 0  | 알제리 |
| -------- | ------ | ------ |
|          | 리포트 |        |

| 잉글랜드 | 알제리 |

| GK            | 1  | 데이비드 제임스      |     |     |
| RB            | 2  | 글렌 존슨            |     |     |
| CB            | 18 | 제이미 캐러거        | 58′ |     |
| CB            | 6  | 존 테리              |     |     |
| LB            | 3  | 애슐리 콜            |     |     |
| RM            | 7  | 에런 레넌            |     | 63′ |
| CM            | 14 | 개러스 배리          |     | 84′ |
| CM            | 8  | 프랭크 램퍼드        |     |     |
| LM            | 4  | 스티븐 제라드 (주장) |     |     |
| SS            | 10 | 웨인 루니            |     |     |
| CF            | 21 | 에밀 헤스키          |     | 74′ |
| 교체 선수:    |    |                      |     |     |
| MF            | 17 | 숀 라이트필립스      |     | 63′ |
| FW            | 19 | 저메인 디포          |     | 74′ |
| FW            | 9  | 피터 크라우치        |     | 84′ |
| 감독:         |    |                      |     |     |
| 파비오 카펠로 |    |                      |     |     |

| GK         | 23 | 라이스 므볼리        |     |     |
| CB         | 2  | 마지드 부게라        |     |     |
| CB         | 5  | 라피크 할리시        |     |     |
| CB         | 4  | 안타르 야히아 (주장) |     |     |
| RM         | 21 | 푸에드 카디르        |     |     |
| CM         | 19 | 하산 옙다            |     | 88′ |
| CM         | 8  | 메드히 라센          | 85′ |     |
| LM         | 3  | 나디르 벨하지        |     |     |
| AM         | 7  | 리아드 부데부즈      |     | 74′ |
| AM         | 15 | 카림 지아니          |     | 81′ |
| CF         | 13 | 카림 마트무르        |     |     |
| 교체 선수: |    |                      |     |     |
| MF         | 22 | 자멜 압둔            |     | 74′ |
| MF         | 17 | 아들렌 게디우라      |     | 81′ |
| DF         | 20 | 자멜 메스바흐        |     | 88′ |
| 감독:      |    |                      |     |     |
| 라바 사단  |    |                      |     |     |

| 최우수 선수: 애슐리 콜 (잉글랜드) 부심: 라파엘 일야소프 (우즈베키스탄) 바하디르 코하로프 (키르기스스탄) 대기심: 마이클 헤스터 (뉴질랜드) 후보 대기심: 얀-헨드릭 힌츠 (뉴질랜드) |

## 슬로베니아 vs 잉글랜드
잉글랜드는 저메인 디포가 23분에 터뜨린 결승골로 간신히 대회의 다음 라운드에 진출하였다. 득점 이후, 잉글랜드는 추가 득점 기회를 잡았지만 점수차를 늘리지 못하였다.
| 슬로베니아 | 0 – 1  | 잉글랜드 |
| ---------- | ------ | -------- |
|            | 리포트 | 23′ 디포 |

| 슬로베니아 | 잉글랜드 |

| GK            | 1  | 사미르 한다노비치         |     |     |
| RB            | 2  | 미쇼 브레츠코             |     |     |
| CB            | 4  | 마르코 슐레르             |     |     |
| CB            | 5  | 보슈찬 체사르             |     |     |
| LB            | 13 | 보얀 요키치               | 40′ |     |
| CM            | 8  | 로베르트 코렌 (주장)      |     |     |
| CM            | 18 | 알렉산다르 라도사블례비치 |     |     |
| RW            | 10 | 발테르 비르사             | 79′ |     |
| LW            | 17 | 안드라주 키름             |     | 79′ |
| CF            | 9  | 즐라탄 류비얀키치         |     | 62′ |
| CF            | 11 | 밀리보예 노바코비치       |     |     |
| 교체 선수:    |    |                           |     |     |
| FW            | 14 | 즐라트코 데디치           | 81′ | 62′ |
| FW            | 23 | 팀 마타브주               |     | 79′ |
| 감독:         |    |                           |     |     |
| 마티아시 케크 |    |                           |     |     |

| GK            | 1  | 데이비드 제임스      |     |     |
| RB            | 2  | 글렌 존슨            | 48′ |     |
| CB            | 15 | 매슈 업슨            |     |     |
| CB            | 6  | 존 테리              |     |     |
| LB            | 3  | 애슐리 콜            |     |     |
| RM            | 4  | 스티븐 제라드 (주장) |     |     |
| CM            | 8  | 프랭크 램퍼드        |     |     |
| CM            | 14 | 개러스 배리          |     |     |
| LM            | 16 | 제임스 밀너          |     |     |
| SS            | 19 | 저메인 디포          |     | 86′ |
| CF            | 10 | 웨인 루니            |     | 72′ |
| 교체 선수:    |    |                      |     |     |
| MF            | 11 | 조 콜                |     | 72′ |
| FW            | 21 | 에밀 헤스키          |     | 86′ |
| 감독:         |    |                      |     |     |
| 파비오 카펠로 |    |                      |     |     |

| 최우수 선수: 저메인 디포 (잉글랜드) 부심: 얀-헨드리크 잘버 (독일) 미케 피켈 (독일) 대기심: 호엘 아길라르 (엘살바도르) 후보 대기심: 윌리암 토레스 (엘살바도르) |

## 미국 vs 알제리
경기 초반, 미국은 전반전 초반에 알제리에게 슛을 허용했으나 골대를 강타하면서 또다시 조기 실점을 허용할 뻔 하였다. 남은 경기 시간 동안, 미국은 두 경기 동안 단 한골만을 내준 탄탄한 알제리의 수비를 상대로 여러 차례 좋은 기회들을 창출했다; 공격수 조지 앨티도어의 슛은 크게 벗어나 옆그물을 쳤고, 클린트 뎀프시는 논란의 오프사이드 판정으로 득점을 취소당한 뒤 골대를 맞추었고 빈 골대에서 튀어나온 공으로 잡은 기회를 날려버렸다. 90분의 정규 시간 동안 득점이 나지 않으면서, 잉글랜드가 슬로베니아를 1-0으로 앞서 나가고 있기에, 0-0으로 비기면 조별 리그 C조를 승점 3점으로 (승점 5점의 잉글랜드와 승점 4점의 슬로베니아 뒤에) 3위를 차지하는 결과를 낳기에 미국은 탈락의 벼랑에 놓였다. 그러나, 추가 시간에 미국 수문장 팀 하워드가 재빨리 공을 멀리 던져 냈고, 이 공이 랜던 도너번에 연결되었으며, 도너번은 상대 진영으로 전진해 페널티 구역 밖의 앨티도어에 공을 건낸 뒤, 다시 페널티 구역 한가운데에 견제받지 않은 뎀프시에게 연결되었다. 알제리 골키퍼가 접근하는 와중에 뎀프시의 슛이 막혔지만, 도너번이 튀어나온 공을 잡아 손쉽게 득점에 성공하였다. 미국은 막판 몇 분동안을 잘 버텨 내어 경기를 1-0 승리로 장식하였다. 막판에 터진 결승골은 미국을 탈락으로부터 구해냈을 뿐만 아니라 1930년 대회 이래 처음으로 조 1위를 차지할 수 있게 하였고, 16강에서 가나와 한판 승부를 벌이게 되었다.

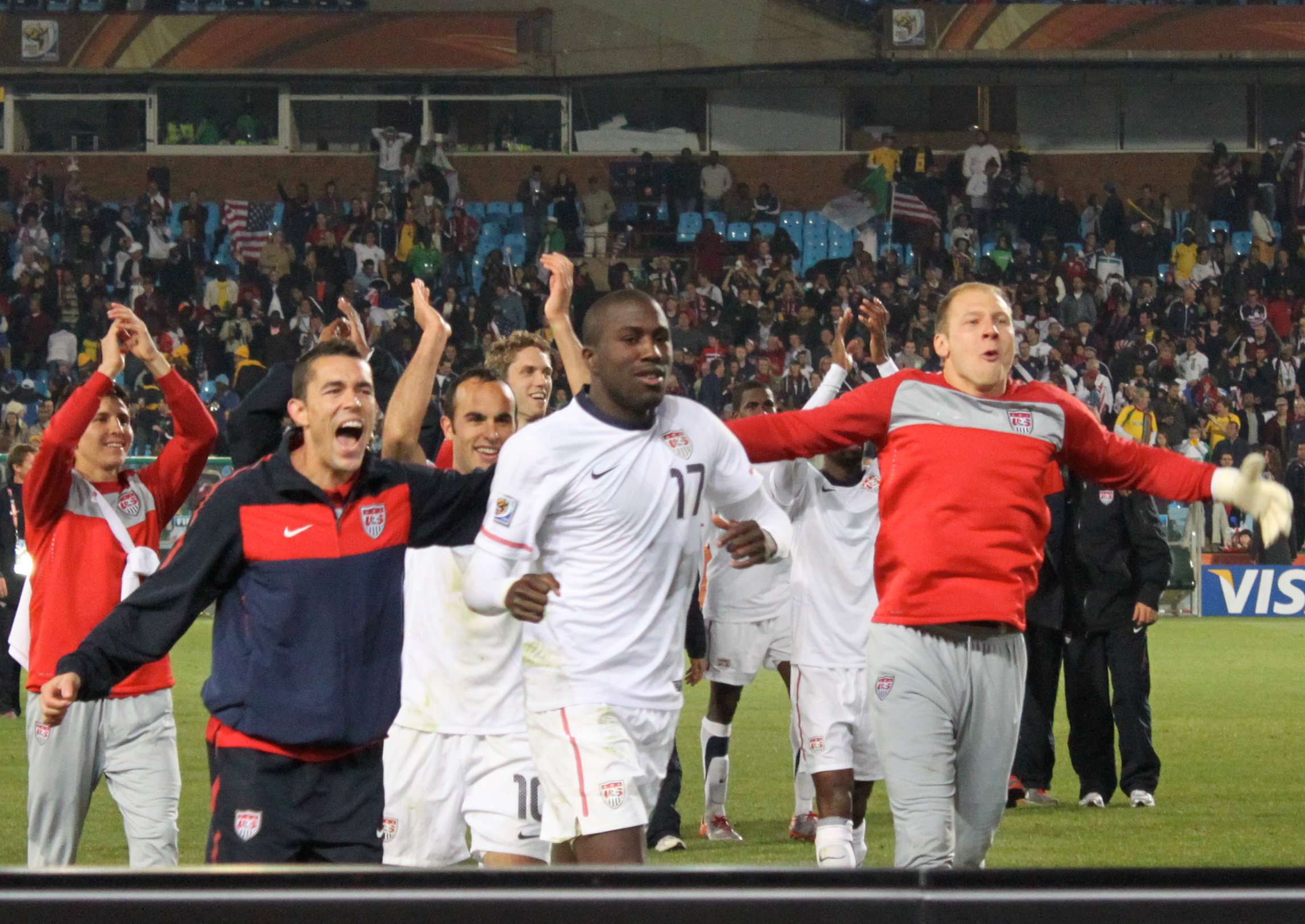
16강 진출을 자축하는 미국 선수들

| 미국         | 1 – 0  | 알제리 |
| ------------ | ------ | ------ |
| 도너번 90+1′ | 리포트 |        |

| 미국 | 알제리 |

| GK          | 1  | 팀 하워드                  |     |     |
| RB          | 12 | 조너선 본스테인            |     | 80′ |
| CB          | 15 | 제이 디메리트              |     |     |
| CB          | 3  | 카를로스 보카네그라 (주장) |     |     |
| LB          | 6  | 스티븐 체룬돌로            |     |     |
| CM          | 4  | 마이클 브래들리            |     |     |
| CM          | 19 | 모리스 에두                |     | 64′ |
| RW          | 8  | 클린트 뎀프시              |     |     |
| LW          | 10 | 랜던 도너번                |     |     |
| SS          | 17 | 조지 앨티도어              | 62′ |     |
| CF          | 9  | 허큘리스 고메스            |     | 46′ |
| 교체 선수:  |    |                            |     |     |
| MF          | 22 | 베니 페일하버              |     | 46′ |
| FW          | 14 | 에드슨 버들                |     | 64′ |
| MF          | 7  | 다마커스 비즐리            | 90′ | 80′ |
| 감독:       |    |                            |     |     |
| 밥 브래들리 |    |                            |     |     |

| GK         | 23 | 라이스 므볼리        |           |     |
| RB         | 2  | 마지드 부게라        |           |     |
| CB         | 5  | 라피크 할리시        |           |     |
| LB         | 4  | 안타르 야히아 (주장) | 76′ 90+3′ |     |
| RM         | 21 | 푸에드 카디르        |           |     |
| CM         | 19 | 하산 옙다            | 12′       |     |
| CM         | 8  | 메흐디 라센          | 83′       |     |
| LM         | 3  | 나디르 벨하지        |           |     |
| AM         | 13 | 카림 마트무르        |           | 84′ |
| AM         | 15 | 카림 지아니          |           | 69′ |
| CF         | 11 | 라피크 제부르        |           | 65′ |
| 교체 선수: |    |                      |           |     |
| FW         | 9  | 압델카데르 게잘      |           | 65′ |
| MF         | 17 | 아들렌 게디우라      |           | 69′ |
| FW         | 10 | 라피크 사이피        |           | 84′ |
| 교체 선수: |    |                      |           |     |
| 라바 사단  |    |                      |           |     |

| 최우수 선수: 랜던 도너번 (미국) 부심: 발터르 프로만스 (벨기에) 페터르 헤르만스 (벨기에) 대기심: 숩키딘 모드 살레 (말레이시아) 후보 대기심: 무 유신 (중화인민공화국) |